# Автошлях О 150214
Автошлях О150214 — автомобільний шлях місцевого значення в Миколаївській області, колишній автомобільний шлях територіального значення Т-15-09. Проходить територією Баштанського та Березнегуватського районів через Баштанку — Березнегувате. Загальна довжина — 42,8 км.